# Palpares kalahariensis
Palpares kalahariensis is een insect uit de familie van de mierenleeuwen (Myrmeleontidae), die tot de orde netvleugeligen (Neuroptera) behoort. 
Palpares kalahariensis is voor het eerst wetenschappelijk beschreven door Stitz in 1912.